# Rogon le Leu
Rogon le Leu est une série de bande dessinée de heroic fantasy publiée entre 1996 et 2003.

## Albums
La série compte 5 tomes :
- Tome 1 : Le Château-sortilège (1996)
- Tome 2 : Frères de sang (1997)
- Tome 3 : Le Chien rouge (1998)
- Tome 4 : Den Bleiz (2001)
- Tome 5 : Le Temps des bâtards - Première partie (2003)

## Publication

### Éditeurs
- Delcourt (collection Terres de Légendes) : tomes 1 à 5 (première édition des tomes 1 à 5).